# Bradfield Combust with Stanningfield
Bradfield Combust with Stanningfield est une paroisse civile du Suffolk, en Angleterre.